# Нижня Маза (Верхньохавський район)
Нижня Маза  (рос. Нижняя Маза) — село у Верхньохавському районі Воронезької області Російської Федерації.
Населення становить 89 осіб (2010). Входить до складу муніципального утворення Верхньомазовське сільське поселення.

## Історія
Населений пункт розташований у історичному регіоні Чорнозем'я. Від 1928 року належить до Верхньохавського району, спочатку в складі Центрально-Чорноземної області, а від 1934 року — Воронезької області.
Згідно із законом від 15 жовтня 2004 року входить до складу муніципального утворення Верхньомазовське сільське поселення.

## Населення
| 2000 | 2005 | 2010 |
| ---- | ---- | ---- |
| 92   | ↗102 | ↘89  |